# Liste der Kunstbibliotheken
Kunstbibliotheken sind oft Museumsbibliotheken und finden sich als Teil eines Kunstmuseums, aber auch als Universitätsbibliothek einer Kunsthochschule. Sie können dabei auch eine Fotothek umfassen.
Hier werden Kunstbibliotheken nach Staat, aber auch virtuelle Kunstbibliotheken aufgelistet.

## Organisationen
Siehe: Bibliotheksverbände für Kunstbibliotheken
Zu den Organisationen gehören u. a. die Arbeitsgemeinschaft der Kunst- und Museumsbibliotheken, die Art Libraries Society und die Art Libraries Society of North America.

## Liste nach Staaten

### Dänemark
- Danish National Art Library als Teil der Königlich Dänischen Kunstakademie in Kopenhagen

### Deutschland
- Kunstbibliothek – Staatliche Museen zu Berlin
- Bibliothek des Kunsthistorischen Instituts der Universität Bonn
- Kunstbibliothek der Staatlichen Kunstsammlungen Dresden
- Bibliothek der Kunstakademie Düsseldorf
- Kunst- und Museumsbibliothek der Stadt Köln
- Kunstbibliothek des Lindenau-Museums
- Bibliothek des Zentralinstituts für Kunstgeschichte München
- Bibliothek des Von der Heydt-Museums (Wuppertal)
- Bibliothek der Staatsgalerie Stuttgart

### Frankreich
- Bibliothek der École nationale supérieure des beaux-arts de Paris in Paris

### Großbritannien
- National Art Library, des Victoria and Albert Museums in London

### Niederlande
- Kunstbibliothek des Rijksmuseums Amsterdam

### Österreich
- Universitätsbibliothek der Universität für angewandte Kunst Wien

### USA
- Frick Art Reference Library des Museums Frick Collection in New York City
- The Spencer Art Reference Library des Museums Nelson-Atkins Museum of Art in Kansas City
- Billy Ireland Cartoon Library & Museum in Columbus, Ohio

## Bibliothek eines Kunstmuseums
- Kunsthalle Bremen
- Hamburger Kunsthalle
- Museum für Kunst und Gewerbe Hamburg
- Staatsgalerie Stuttgart

## Bibliothek einer Kunsthochschule
- Bibliothek der École nationale supérieure des beaux-arts de Paris in Paris
- Bibliothek der Hochschule für Bildende Künste Braunschweig
- Bibliothek der Hochschule für Bildende Künste Dresden
- Bibliothek der Hochschule für bildende Künste Hamburg
- Bibliothek der Kunstakademie Düsseldorf
- Bibliothek der Kunstakademie Münster
- Bibliothek der Royal Academy of Arts
- Gemeinsame Bibliothek des Zentrums für Kunst und Medien und der Staatlichen Hochschule für Gestaltung Karlsruhe

Siehe auch: Liste von Kunstakademien

## Virtuelle Bibliotheken
- Liste virtueller und digitaler Bibliotheken der Kunst